# Schloss Igling

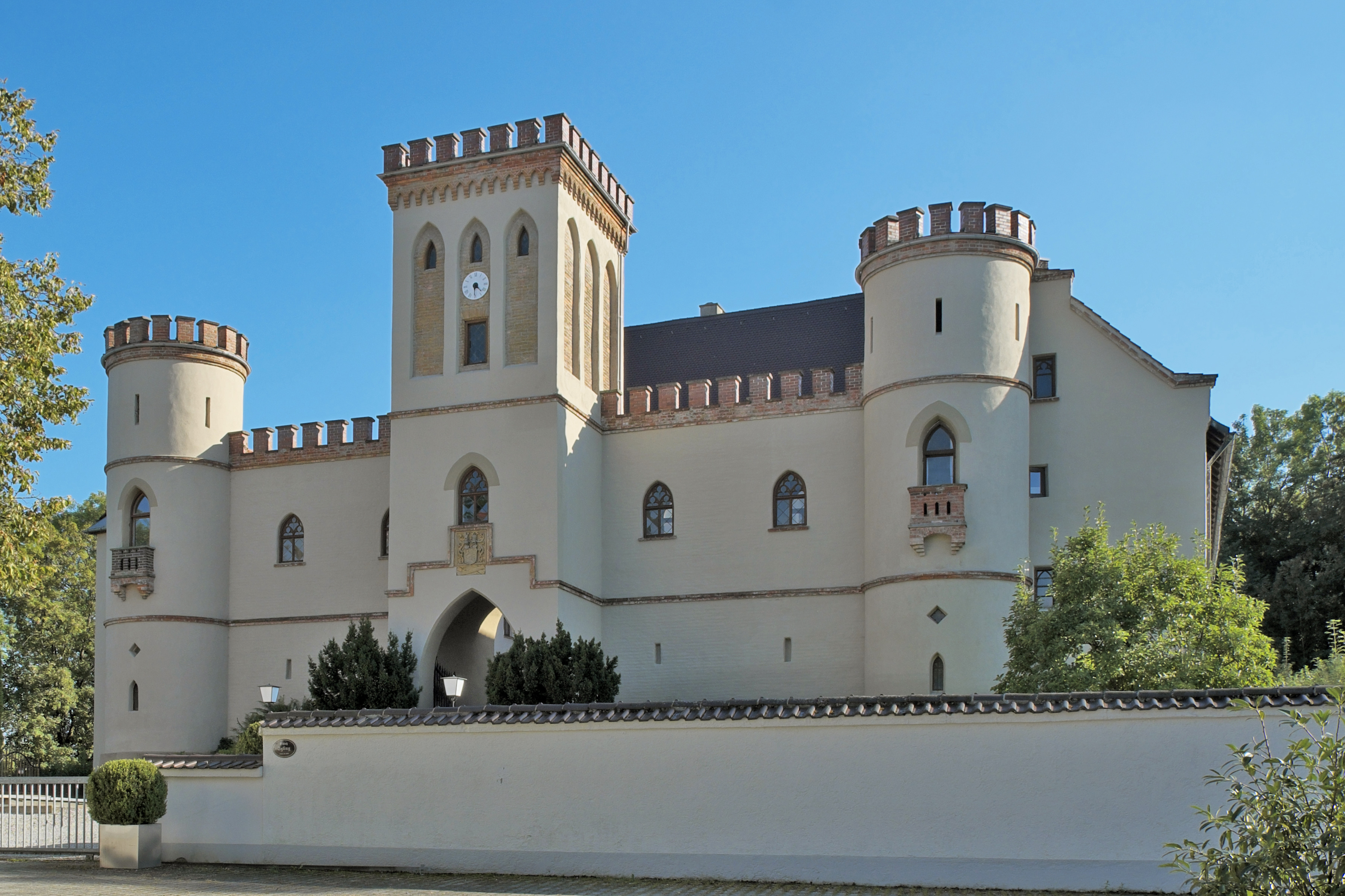
Schloss Igling

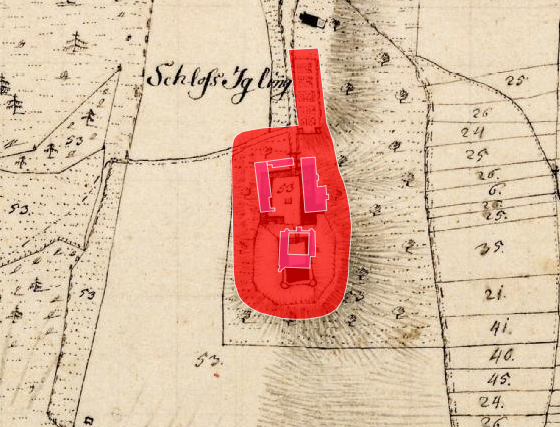
Lageplan von Schloss Igling auf dem Urkataster von Bayern

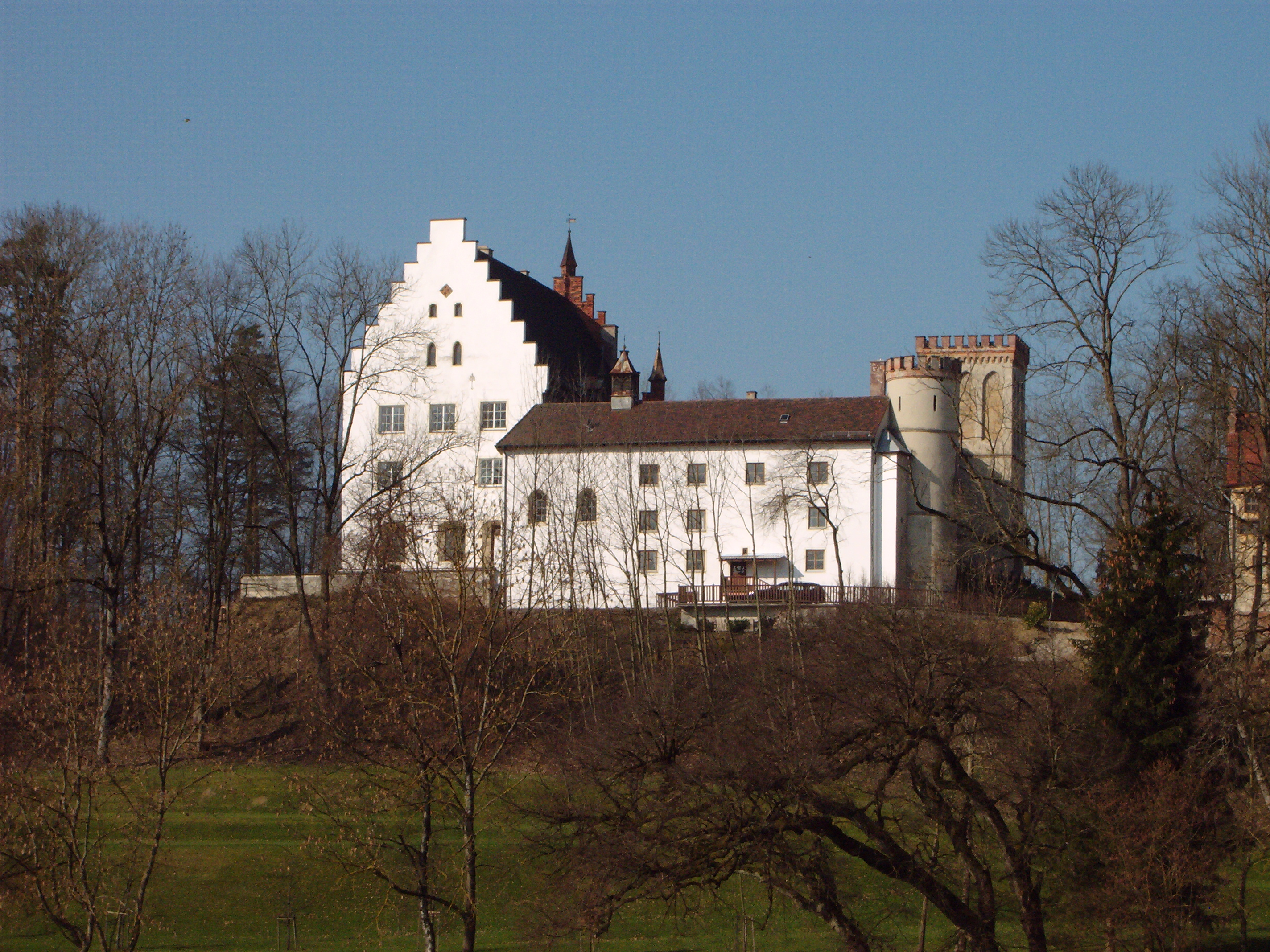
Schloss Igling, von der unten vorbeiführenden Staatsstraße aus gesehen

Das Schloss Igling ist ein nachweisbar seit etwa 1215 bestehendes Schloss oberhalb der oberbayerischen Ortschaft Oberigling im Landkreis Landsberg am Lech und bildet gleichzeitig den Gemeindeteil Igling der Gemeinde Igling. Die Anlage ist unter der Aktennummer D-1-81-127-19 als denkmalgeschütztes Baudenkmal von Igling verzeichnet. Ebenso wird sie als Bodendenkmal unter der Aktennummer D-1-7930-0065 im Bayernatlas als „untertägige mittelalterliche und frühneuzeitliche Befunde im Bereich von Schloss Oberigling und seiner Vorgängerbauten mit barocker Gartenanlage“ geführt.

## Geschichte und Besitzer
Um 1215 wurde auf dem Hügel oberhalb von Igling eine Burg errichtet, nachdem die Burg auf dem benachbarten Stoffersberg zerstört worden war. Durch die Konradinische Schenkung fiel die Burg um 1339 an die Herzöge von Bayern, die sie verpachteten, um Kriege und Lebenshaltung zu finanzieren.
Weitere Besitzer der Burg waren Karl Gelnhofer, Schwikker von Gundelfingen und die Meitinger. Herzog Albrecht IV. von Bayern-München übertrug am Nikolaustag 1504 die Hofmark Igling mit der zugehörigen Burg an den Augsburger Patrizier Johann IX. Langenmantel vom Sparren († 1505), weil er den Herzog im Landshuter Erbfolgekrieg unterstützt hatte. Von seiner Familie gelangte der Besitz an die verwandten Rehlinger. 1612 verkaufte der Bayerische Kurfürst Maximilian das Schloss seinem Obristkanzler Joachim Freiherr von Donnersberg, der 1620 einen Neubau errichten ließ. Von diesem Bau ist heute nur noch die Schlosskapelle erhalten. Im Dreißigjährigen Krieg plünderten 1632 die durchziehenden Schweden das Schloss, das Geschlecht der Donnersbergs erlosch und das Gebäude wurde an Graf Spaur verkauft, der das Schloss im neugotischen Stil neu aufbauen ließ.

## Baubeschreibung
1853 wurde der Vorhof erweitert und das Schloss durch Arnold Zenetti zum Wasserschloss umgebaut. In dieser Form ist es bis heute erhalten. 1866 wurde die Anlage als Majoratsgut Igling an Leopold Graf von Maldeghem, Baron de Leyshot, Comte de Stenuffel verkauft. Der Graf hatte seine Güter in Frankreich und Flandern unter Napoleon verloren. Die Anlage war damals fast doppelt so groß wie heute, der Graf unterhielt beim Schloss neben Land- und Forstwirtschaft auch eine Brauerei und erreichte, dass die Bahnlinie München–Lindau an Igling vorbeigeführt wurde. Der Großteil der Iglinger Bevölkerung arbeitete für die Gräflich Maldeghem´sche Rentenverwaltung.
Während des Zweiten Weltkriegs wurde das Schloss durch die SS beschlagnahmt und war nach dem Krieg eine Außenstelle des Landsberger Gefängnisses, in dem die Amerikaner Kriegsverbrecher unterbrachten. Danach brachte man Flüchtlinge im Schloss unter.
Der Besitzer, Ludwig Graf von Maldeghem, gab aufgrund der nicht zuletzt durch Flüchtlinge entstandenen Wohnungsnot nach dem Krieg einen Großteil seiner Grundstücke im Dorf an die Bevölkerung ab. Das verfallende Schloss wurde auf Veranlassung von Ludwig Graf von Maldeghem von 1970 an von Grund auf renoviert, um das Schloss herum wurde Anfang der 90er Jahre ein 9-Loch-Golfplatz errichtet.
Das Schloss befindet sich nach wie vor im Besitz der Grafen von Maldeghem und ist nicht öffentlich zugänglich. Die Nebengebäude beherbergen eine Schlossgaststätte, den Golfclub Igling, einen Pro-Shop sowie Verwaltungsgebäude.

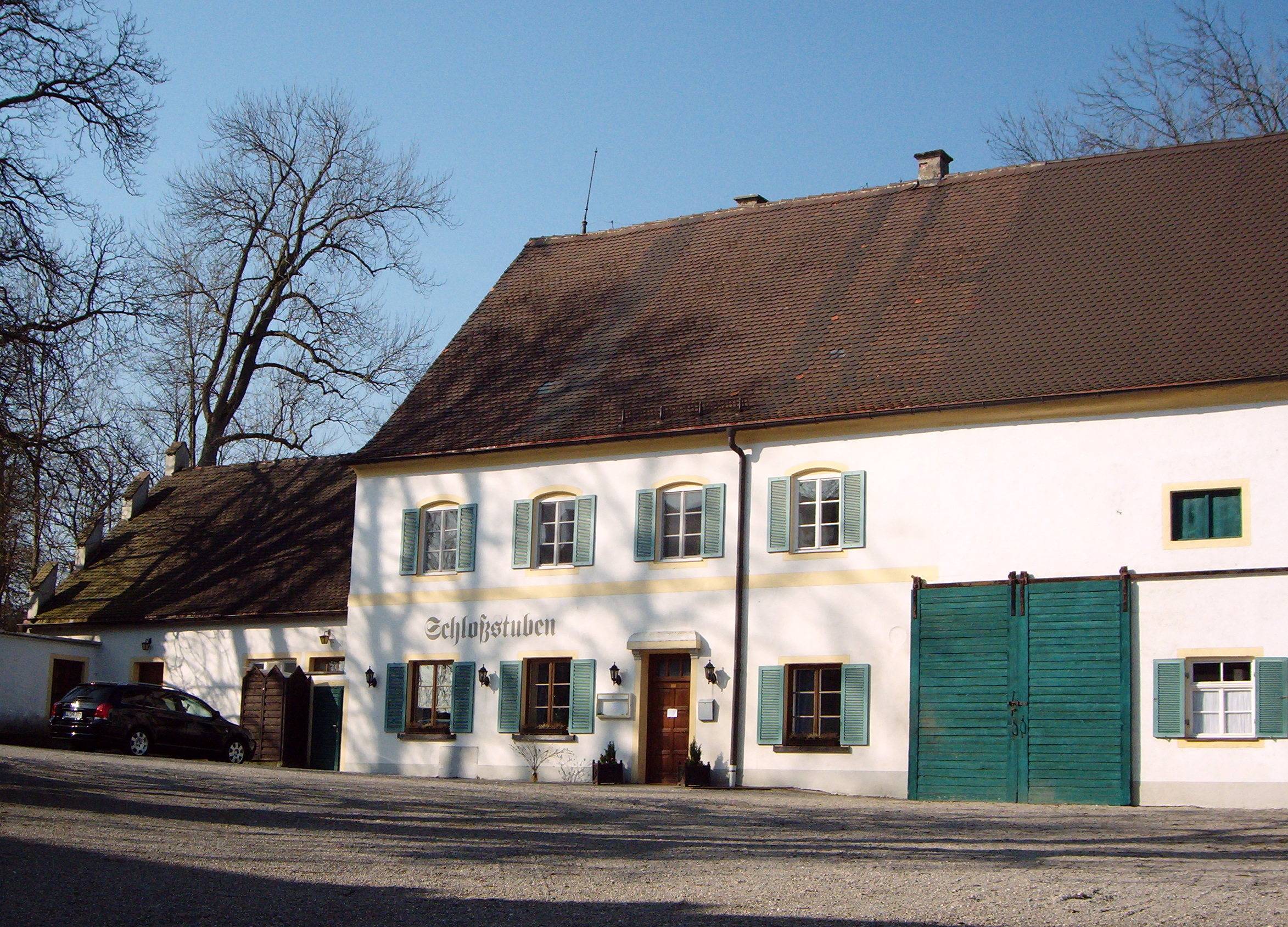
Restaurant Schlossstuben
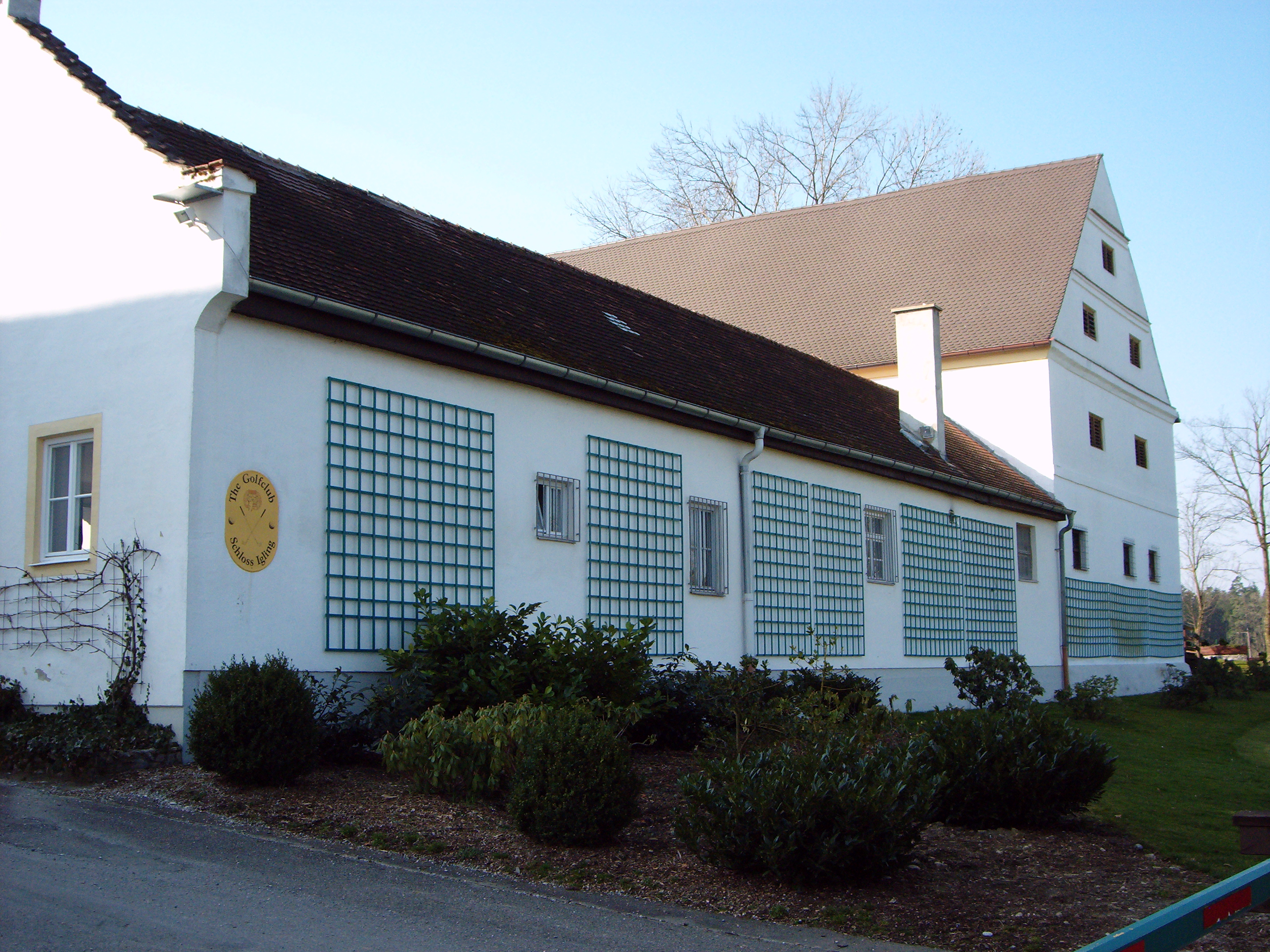
Golfclub in den Nebengebäuden
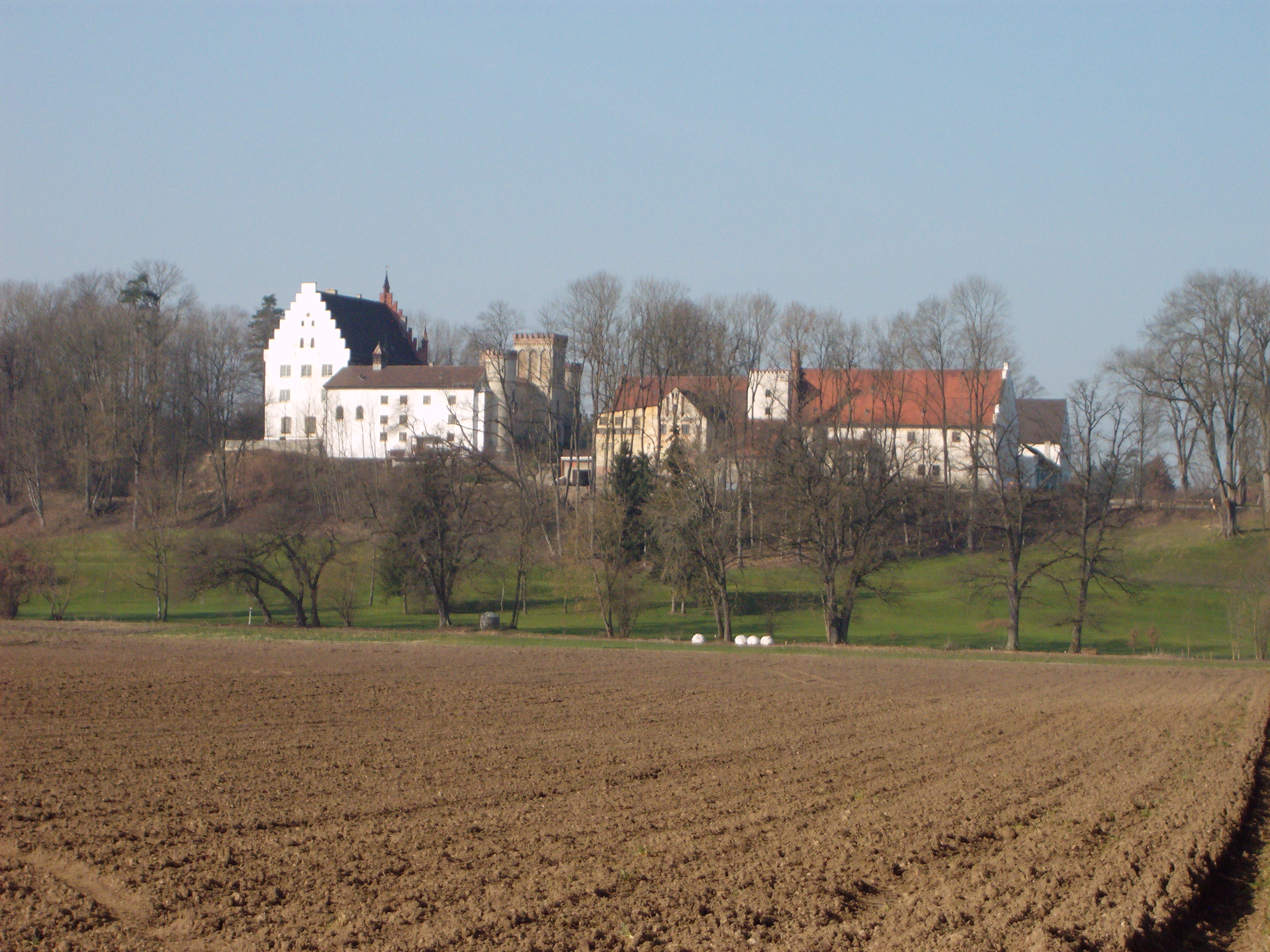
Schloss Igling mit Nebengebäuden